# Christophe Caschili
Christophe Caschili (Besançon, 10 settembre 1979) è un allenatore di calcio francese.

## Statistiche

### Statistiche da allenatore
Statistiche aggiornate al 2 gennaio 2025.
| Stagione                 | Squadra                  | Campionato               | Campionato | Campionato | Campionato | Campionato | Coppe nazionali | Coppe nazionali | Coppe nazionali | Coppe nazionali | Coppe nazionali | Coppe continentali | Coppe continentali | Coppe continentali | Coppe continentali | Coppe continentali | Altre coppe | Altre coppe | Altre coppe | Altre coppe | Altre coppe | Totale | Totale | Totale | Totale | % Vittorie | Piazzamento |
| Stagione                 | Squadra                  | Comp                     | G          | V          | N          | P          | Comp            | G               | V               | N               | P               | Comp               | G                  | V                  | N                  | P                  | Comp        | G           | V           | N           | P           | G      | V      | N      | P      | %          | Piazzamento |
| ------------------------ | ------------------------ | ------------------------ | ---------- | ---------- | ---------- | ---------- | --------------- | --------------- | --------------- | --------------- | --------------- | ------------------ | ------------------ | ------------------ | ------------------ | ------------------ | ----------- | ----------- | ----------- | ----------- | ----------- | ------ | ------ | ------ | ------ | ---------- | ----------- |
| gen.-giu. 2014           | La Chaux-de-Fonds        | 2°L                      | 12         | 9          | 1          | 2          | CS              | -               | -               | -               | -               | -                  | -                  | -                  | -                  | -                  | -           | -           | -           | -           |             | 12     | 9      | 1      | 2      | 75,00      | Sub. 2°     |
| 2014-2015                | La Chaux-de-Fonds        | 2°L                      | 26         | 23         | 2          | 1          | CS              | 1               | 0               | 0               | 1               | -                  | -                  | -                  | -                  | -                  | -           | -           | -           | -           |             | 27     | 23     | 2      | 2      | 85,19      | 1° (prom.)  |
| 2015-2016                | La Chaux-de-Fonds        | 1°L                      | 26+4       | 14+4       | 6+0        | 6+0        | CS              | 2               | 1               | 0               | 1               | -                  | -                  | -                  | -                  | -                  | -           | -           | -           | -           |             | 32     | 19     | 6      | 7      | 59,38      | 2° (prom.)  |
| 2016-2017                | La Chaux-de-Fonds        | PL                       | 30         | 10         | 9          | 11         | CS              | 1               | 0               | 0               | 1               | -                  | -                  | -                  | -                  | -                  | -           | -           | -           | -           |             | 31     | 10     | 9      | 12     | 32,26      | 9°          |
| 2017-2018                | La Chaux-de-Fonds        | PL                       | 30         | 8          | 6          | 16         | -               | -               | -               | -               | -               | -                  | -                  | -                  | -                  | -                  | -           | -           | -           | -           |             | 30     | 8      | 6      | 16     | 26,67      | 15° (retr.) |
| Totale La Chaux-de-Fonds | Totale La Chaux-de-Fonds | Totale La Chaux-de-Fonds | 128        | 68         | 24         | 36         |                 | 4               | 1               | 0               | 3               |                    |                    |                    |                    |                    |             |             |             |             |             | 132    | 69     | 24     | 39     | 52,27      |             |
| 2018-2019                | Colombier                | 2°L                      | 26         | 10         | 14         | 4          | -               | -               | -               | -               | -               | -                  | -                  | -                  | -                  | -                  | -           | -           | -           | -           |             | 26     | 10     | 14     | 4      | 38,46      | 3°          |
| 2019-2020                | Vevey                    | 1°L                      | 14         | 7          | 1          | 6          | -               | -               | -               | -               | -               | -                  | -                  | -                  | -                  | -                  | -           | -           | -           | -           |             | 14     | 7      | 1      | 6      | 50,00      | 7°          |
| 2020-2021                | Vevey                    | 1°L                      | 13         | 7          | 0          | 6          | CS              | 3               | 2               | 0               | 1               | -                  | -                  | -                  | -                  | -                  | -           | -           | -           | -           |             | 16     | 9      | 0      | 7      | 56,25      | 6°          |
| 2021-2022                | Vevey                    | 1°L                      | 26+2       | 16+1       | 3+0        | 7+1        | CS              | 1               | 0               | 0               | 1               | -                  | -                  | -                  | -                  | -                  | -           | -           | -           | -           |             | 29     | 17     | 3      | 9      | 58,62      | 2°          |
| Totale Vevey             | Totale Vevey             | Totale Vevey             | 55         | 31         | 4          | 20         |                 | 4               | 2               | 0               | 2               |                    |                    |                    |                    |                    |             |             |             |             |             | 59     | 33     | 4      | 22     | 55,93      |             |
| 2022-2023                | Stade Nyonnais           | PL                       | 32         | 21         | 3          | 8          | CS              | 1               | 0               | 0               | 1               | -                  | -                  | -                  | -                  | -                  | -           | -           | -           | -           |             | 33     | 21     | 3      | 9      | 63,64      | 2° (prom.)  |
| 2023-2024                | Stade Nyonnais           | CL                       | 36         | 11         | 10         | 15         | CS              | 1               | 0               | 0               | 1               | -                  | -                  | -                  | -                  | -                  | -           | -           | -           | -           |             | 37     | 11     | 10     | 15     | 29,73      | 7°          |
| 2024-2025                | Stade Nyonnais           | CL                       | 18         | 5          | 3          | 10         | CS              | 2               | 1               | 0               | 1               | -                  | -                  | -                  | -                  | -                  | -           | -           | -           | -           |             | 11     | 3      | 1      | 7      | 27,27      | Eson.       |
| Totale Stade Nyonnais    | Totale Stade Nyonnais    | Totale Stade Nyonnais    | 86         | 37         | 16         | 33         |                 | 4               | 1               | 0               | 3               |                    |                    |                    |                    |                    |             |             |             |             |             | 90     | 38     | 16     | 36     | 42,22      |             |
| Totale carriera          | Totale carriera          | Totale carriera          | 295        | 146        | 58         | 91         |                 | 12              | 4               | 0               | 8               |                    |                    |                    |                    |                    |             |             |             |             |             | 307    | 150    | 58     | 99     | 48,86      |             |